# Condició humana
La condició humana és un terme utilitzat per referir-se al conjunt de l'experiència de l'ésser humà i en general a tot individu caracteritzat per una sèrie d'atributs biològics presents en la pràctica totalitat dels éssers humans. Es tracta d'un terme filosòficament confús que s'està redefinint a ell mateix de forma constant però que s'usa amb freqüència per referir-se a tota la humanitat sense cap mena de distinció social, cultural o de cap altre tipus.
El terme també és usat sovint per descriure el conjunt de sensacions i emocions associades a l'existència humana, com la por associada a la pròpia existència, al pas del temps i a la pròpia mortalitat. És la base per defensar drets com la dignitat.
Segons Jeffrey Brodd, la condició humana està regida per tres paradoxes: la imaginació pot endur-se el cos on sigui; és la criatura capaç de fer el bé amb més intensitat però també el mal i és l'ésser viu que busca sempre noves formes de destruir-se tot i témer a la mort i anhelar viure per sempre.